# Jesper Damgaard
Jesper Damgaard (* 6. Mai 1975 in Holstebro) ist ein ehemaliger dänischer Eishockeyspieler.  

## Karriere
Jesper Damgaard begann seine Karriere als Eishockeyspieler in seiner dänischen Heimat in der AL-Bank Ligaen bei den Herning Blue Fox, mit denen er in der Saison 1991/92 auf Anhieb Dänischer Meister wurde. Nach zwei Jahren im Profiteam von Herning wechselte er zu den Malmö Redhawks, für die er in der Saison 1993/94 sein Debüt in der schwedischen Elitserien gab. In Malmö blieb der Verteidiger auch in den folgenden sechs Jahren, ehe er von 2000 bis 2002 für die Revierlöwen Oberhausen in der Deutschen Eishockey Liga auflief. Anschließend kehrte er nach Schweden zurück, wo er vier Spielzeiten lang bei MODO Hockey Örnsköldsvik in der Elitserien unter Vertrag stand. Bei MODO war er von 2004 bis 2006 Assistenzkapitän. Für die Saison 2006/07 wechselte Damgaard erneut in die DEL, in der er von den Augsburger Panthern verpflichtet wurde, die er nach nur einem Jahr jedoch wieder verließ. Die Spielzeit beendete er beim HC Lugano aus der Schweizer Nationalliga A, für den er insgesamt zwei Spiele bestritt.  
Im Sommer 2007 kehrte Damgaard erstmals nach 14 Jahren nach Dänemark zurück, als er sich den Rødovre Mighty Bulls aus der AL-Bank Ligaen anschloss. In der punktbesten Spielzeit seiner Karriere erzielte der Rechtsschütze in 45 Spielen insgesamt 31 Scorerpunkte, darunter vier Tore und gewann mit seiner Mannschaft den dänischen Eishockeypokal. Zudem wurde er zum Spieler des Jahres der AL-Bank Ligaen ernannt und in deren All-Star Team gewählt. Daraufhin erhielt der Däne erneut die Möglichkeit für seinen schwedischen Ex-Klub Malmö Redhawks zu spielen. In der Zwischenzeit war das Team in die zweitklassige HockeyAllsvenskan abgestiegen. In der Saison 2008/09 erzielte er als Mannschaftskapitän in 33 Spielen erzielte er insgesamt 14 Scorerpunkte, darunter fünf Tore. Auch in den folgenden beiden Spielzeiten lief der Routinier regelmäßig für Malmö auf, mit dem er 2010 zudem in der Saisonvorbereitung an der European Trophy teilnahm. Im Anschluss an die Saison 2010/11 beendete Damgaard seine Karriere. 

### International
Für Dänemark nahm Damgaard im Juniorenbereich an den U18-Junioren-B-Europameisterschaften 1992 und 1993 sowie U20-Junioren-C-Weltmeisterschaften 1993, 1994 und 1995 teil. 
Im Seniorenbereich nahm er für Dänemark an den B-Weltmeisterschaften 1994, 1995, 1997, 1999, 2000, 2001 und 2002 teil. Des Weiteren stand er im Aufgebot Dänemarks bei den A-Weltmeisterschaften 2003, 2004, 2005, 2006, 2007, 2008, 2009 und 2010 teil. Zudem stand er im Aufgebot seines Landes bei den Qualifikationsturnieren für die Olympischen Winterspiele 2006 in Turin sowie 2010 in Vancouver. Von 2007 bis 2010 war Damgaard Mannschaftskapitän Dänemarks.

## Erfolge und Auszeichnungen
- 1992 Dänischer Meister mit den Herning Blue Fox
- 2008 Dänischer Pokalsieger mit den Rødovre Mighty Bulls
- 2008 AL-Bank Ligaen Spieler des Jahres
- 2008 AL-Bank Ligaen All-Star Team

### International
- 2002 Aufstieg in die Top-Division bei der Weltmeisterschaft der Division I
- 2009 Top-3-Spieler Dänemarks bei der Weltmeisterschaft